# Chen Chufu
Chen Chufu (en chino: 陈初富; 18 de enero de 1980) es un deportista chino que compitió en halterofilia. Ganó una medalla de plata en el Campeonato Mundial de Halterofilia de 2002, en la categoría de 69 kg.

## Palmarés internacional
| Campeonato Mundial | Campeonato Mundial | Campeonato Mundial | Campeonato Mundial |
| Año                | Lugar              | Medalla            | Categoría          |
| ------------------ | ------------------ | ------------------ | ------------------ |
| 2002               | Varsovia (Polonia) | Medalla de plata   | 69 kg              |